# Les Aventures de Poussin 1er
Les Aventures de Poussin 1er sont une série de bande dessinée scénarisée par l'écrivain français Éric-Emmanuel Schmitt et dessinée par le bédéaste belge Janry. Ses deux volumes ont été publiés par Dupuis en 2013 et 2015.

## Historique
Grand amateur de bande dessinée dans sa jeunesse, E.E.Schmitt a souhaité pour sa première incursion dans ce domaine s'associer au dessinateur franco-belge Janry, connu pour son travail sur Spirou et Fantasio, Le Petit Spirou et Passe-moi l'ciel.

## Synopsis
Associant humour et réflexion, cette bande dessinée animalière met en scène les habitants d'une basse-cour confrontés à un poussin égocentrique qui se pose des questions philosophiques. Dans le premier volume, Poussin cherche à savoir d'où il vient. Dans le second, confronté à l'immensité du monde, il se persuade qu'il en est le créateur.

## Critiques
Les critiques sont plutôt positives dans les médias pour les deux albums et certains commentaires sont même très flatteurs. 
Ainsi le journaliste Jean-Laurent Truc du site bédéphile Ligne Claire note en évoquant le premier album : « Ce Poussin a du souffle avec des petits airs de Gai Luron et autres bestioles de ce cher Gotlib » et pour le chroniqueur Didier Pasamonik (Actua BD), parlant du même album : « Avec cet album, le style belge montre qu’il a encore du répondant, voire même, dans le cas de Janry, du génie ». Ce premier album ne fait cependant pas l'unanimité chez les chroniqueurs et dans L'Obs notamment, Grégoire Leménager note avec ironie : « On ignore si c'est de l'humour de basse-cour ou de la philo pour pigeons, mais on serait un poulet, on saisirait la SPA »...
Evoquant le deuxième album, Lysiane Ganousse de L'Est républicain, note : « Avec malice et une grande finesse, les deux auteurs s’amusent de l’humanité par le biais d’un irrésistible gallinacé » et pour Jean-Laurent Truc du site Ligne Claire : « on en redemande de ce Poussin et de ses nobles sujets fermiers »...

## Liste des albums
- Les Aventures de Poussin 1er, Dupuis[9] :

1. Cui suis-je ?, 6 septembre 2013  (ISBN 9782800153971)[2],[5].
2. Les apparences sont trompeuses, 6 novembre 2015  (ISBN 9782800159416)[8],[10].